# Botanischer Garten der Universität Leipzig

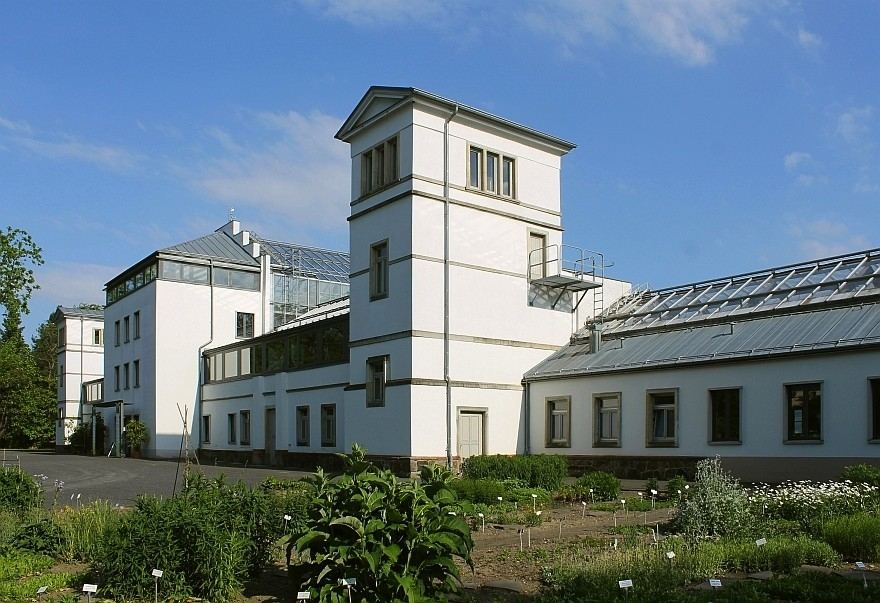
Nordfassade des restaurierten Altbaus, dahinter die Schaugewächshäuser (2015)

Der Botanische Garten der Universität Leipzig beheimatet auf einer Fläche von 3,5 Hektar etwa 10.000 verschiedene Arten. Er ist der älteste Botanische Garten Deutschlands (am jetzigen Standort allerdings erst seit 1877) und gehört als Institution zu den ältesten weltweit.

## Lage

Der Botanische Garten auf einem Stadtplan um 1905, östlich davon der ehemalige Neue Johannisfriedhof (heute Friedenspark)

Der heutige Botanische Garten befindet sich im Leipziger Ortsteil Zentrum-Südost, etwa 2,5 km vom Stadt-Zentrum entfernt. Er liegt auf einem nahezu dreieckigen Grundstück zwischen der Johannisallee im Westen, der Linnéstraße im Osten und der Philipp-Rosenthal-Straße (vormals Windmühlenweg) im Süden, wobei er Letztere nicht ganz erreicht, da in südlicher Richtung einige Institutsgebäude der Universität vorgelagert sind. Im Osten, gegenüber der Linnéstraße, schließt sich der Friedenspark (vormals Neuer Johannisfriedhof) an. Im Westen, über die Johannisallee, ist das Universitätsklinikum benachbart, welches aus dem früheren Krankenhaus St. Jakob entstanden ist. Der Botanische Garten hat drei öffentliche Zugänge – den Haupteingang an der Linnéstraße und zwei Nebeneingänge an der Johannisallee.

## Geschichte

### Die Vorgängeranlagen von 1539, 1653 und 1806

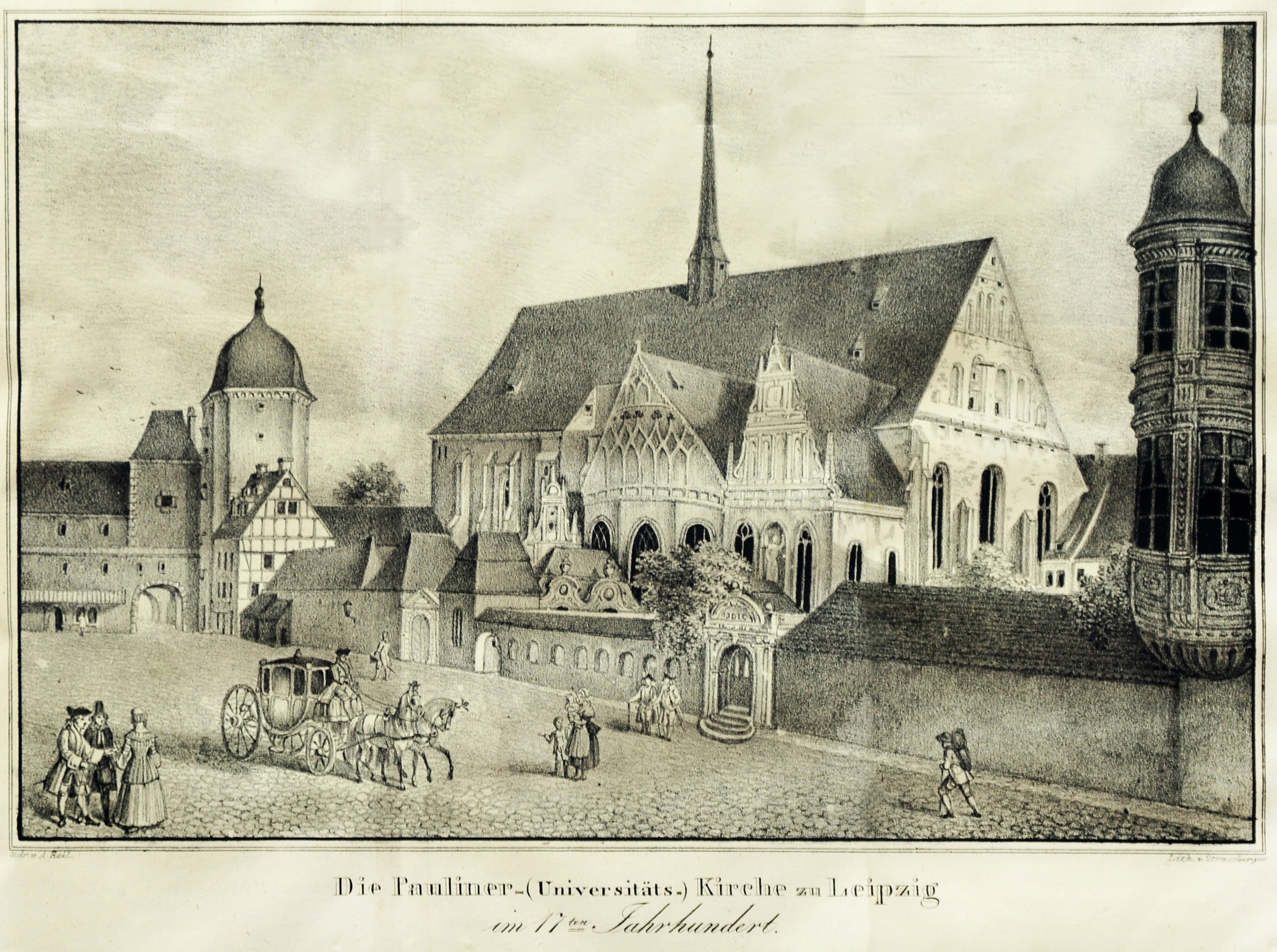
Eingang zum Botanischen Garten zwischen Paulinerkirche und Fürstenhaus in der Grimmaischen Straße im 17. Jahrhundert, Lithografie von Ernst Wilhelm Straßberger

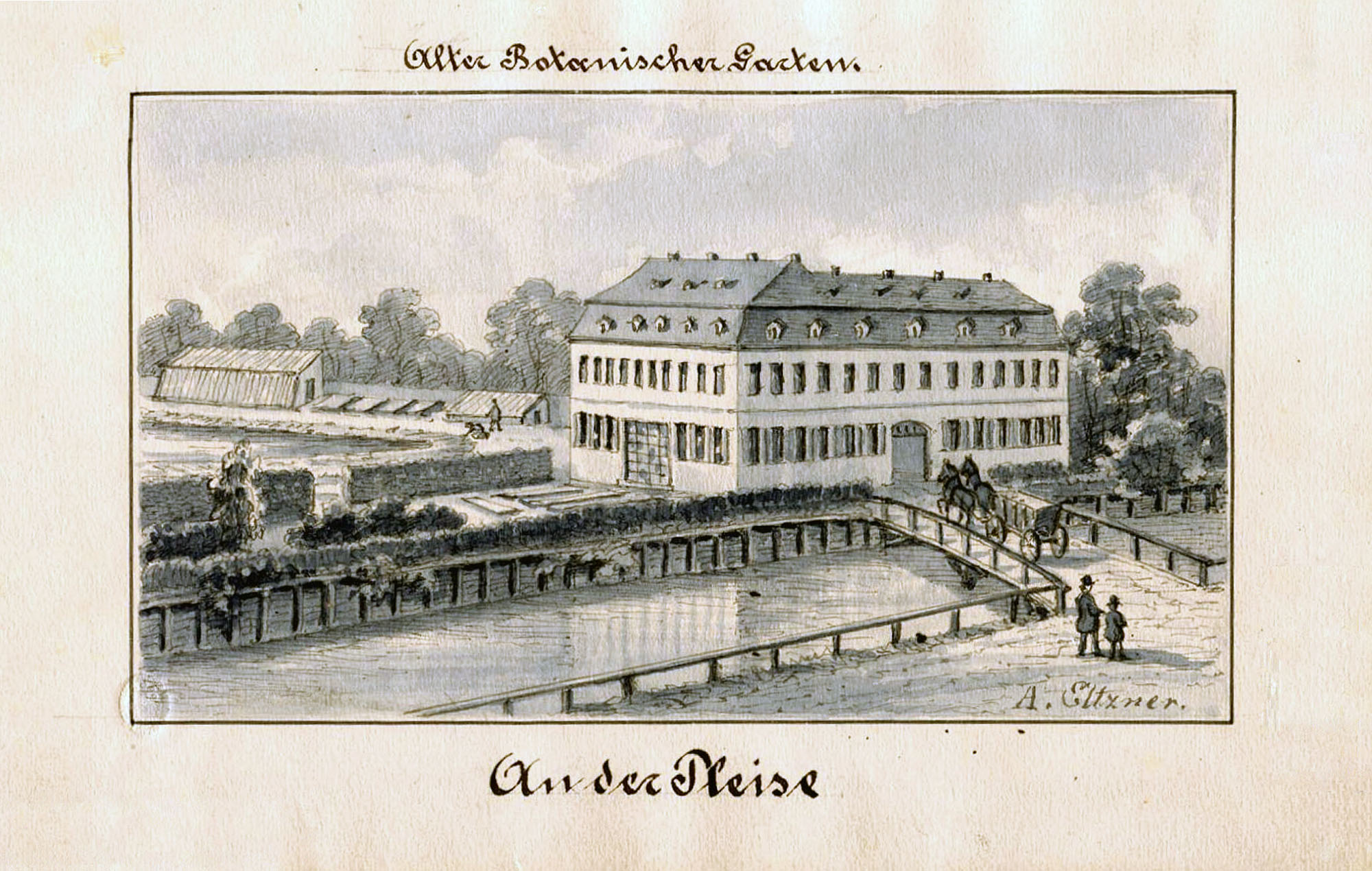
Der Botanische Garten mit dem Gebäude des Trierschen Instituts am Pleißemühlgraben (1860), Zeichnung von Adolf Eltzner

Der Botanische Garten von 1806 auf dem Gelände des späteren Reichsgerichtsgebäudes (1867)

Eingangsbereich des Botanischen Gartens in der späteren Harkortstraße (vor 1876)

Im Zuge der maßgeblich von Caspar Borner (1492–1547) und Joachim Camerarius d. J. (1534–1598) vorangetriebenen Reform der Universität Leipzig ab 1539 entstand das Vorhaben, einen Medizinalpflanzengarten (hortus medicus) einzurichten. Den entscheidenden Impuls für die Umsetzung dieser Idee gab letztlich die Schenkung des Dominikanerklosters St. Pauli durch Herzog Moritz von Sachsen (1521–1553) an die Universität Leipzig. Ab Mai 1543 befand sich der Pflanzengarten auf dem Gelände des früheren Klostergartens an der Nordseite der Paulinerkirche. Die eigenständige Existenz des Gartens gilt allerdings erst ab 1580 gesichert, als der Mathematikprofessor Moritz Steinmetz (1529–1584) zum Präfekten des Gartens ernannt wurde. Im Verlauf des Dreißigjährigen Krieges wurde dieser Pflanzengarten verwüstet, was zu seiner Aufgabe im Jahr 1641 führte. An dessen Stelle entstanden Festungsbauten, um die Wehranlagen am Grimmaischen Tor zu verstärken. Das neue Areal für den Botanischen Garten wurde etwa zweihundert Meter vom alten Standort entfernt stadteinwärts verlegt.
Nachdem die Universität im Januar 1648 das unmittelbar an die Paulinerkirche grenzende Fürstenhaus in der Grimmaischen Gasse (heute: Grimmaische Straße) erworben hatte, richtete sie 1653 im dazugehörigen Garten einen neuen Botanischen Garten ein. Dieser war auch der Öffentlichkeit zugänglich und bestand über 150 Jahre.

1806 wurde dieser Garten auf das Gelände hinter der Wasserkunst am Pleißemühlgraben nahe dem heutigen Reichsgerichtsgebäude verlegt. Das Areal (Triers Garten) war 1806 von Rahel Amalia Augusta Trier (1731–1806), der Witwe des Appellationsgerichtsrats Carl Friedrich Trier (1726–1794), für die Gründung des Trierschen Instituts zur Hebammenausbildung hinterlassen worden, wobei die teilweise Nutzung für einen Botanischen Garten zugelassen wurde. Die beachtliche Grundfläche von 10 Hektar konnte deshalb und wegen der ungünstigen Bodenverhältnisse – auf dem Gelände befanden sich zwei Seen und einige Sümpfe – nur bedingt genutzt werden.
Trotz dieser Hindernisse wurden ab 1827 bis in die 1850er Jahre nach Entwürfen von Albert Geutebrück (1801–1868) etliche Nutzbauten (Bassin für Wasserpflanzen, das Pflanzenvermehrungshaus, Schuppengebäude) und auch 1835 die Brücke über die Pleiße (genauer Pleißemühlgraben) errichtet. Die Gewächshäuser wurden erst nach 1840 erbaut. Bereits 1857 wurden auf dem Gelände mehr als 10.000 Pflanzenarten kultiviert, davon allein 4.500 in den Gewächshäusern. Von herausragender Bedeutung war dabei eine aus 607 Arten bestehende Farnsammlung, die als die bedeutendste ihrer Zeit galt.
Eine Erweiterung erfuhr der Botanische Garten durch Christian Friedrich Schwägrichen (1775–1853). Der Botaniker und Besitzer des benachbarten Schwägrichens Garten legte während seiner Wirkungszeit von 1807 bis 1837 als Direktor des Botanischen Gartens auch einen Großteil seines Garten mit diesem zusammen.

### Verlegung des Botanischen Gartens zum jetzigen Standort

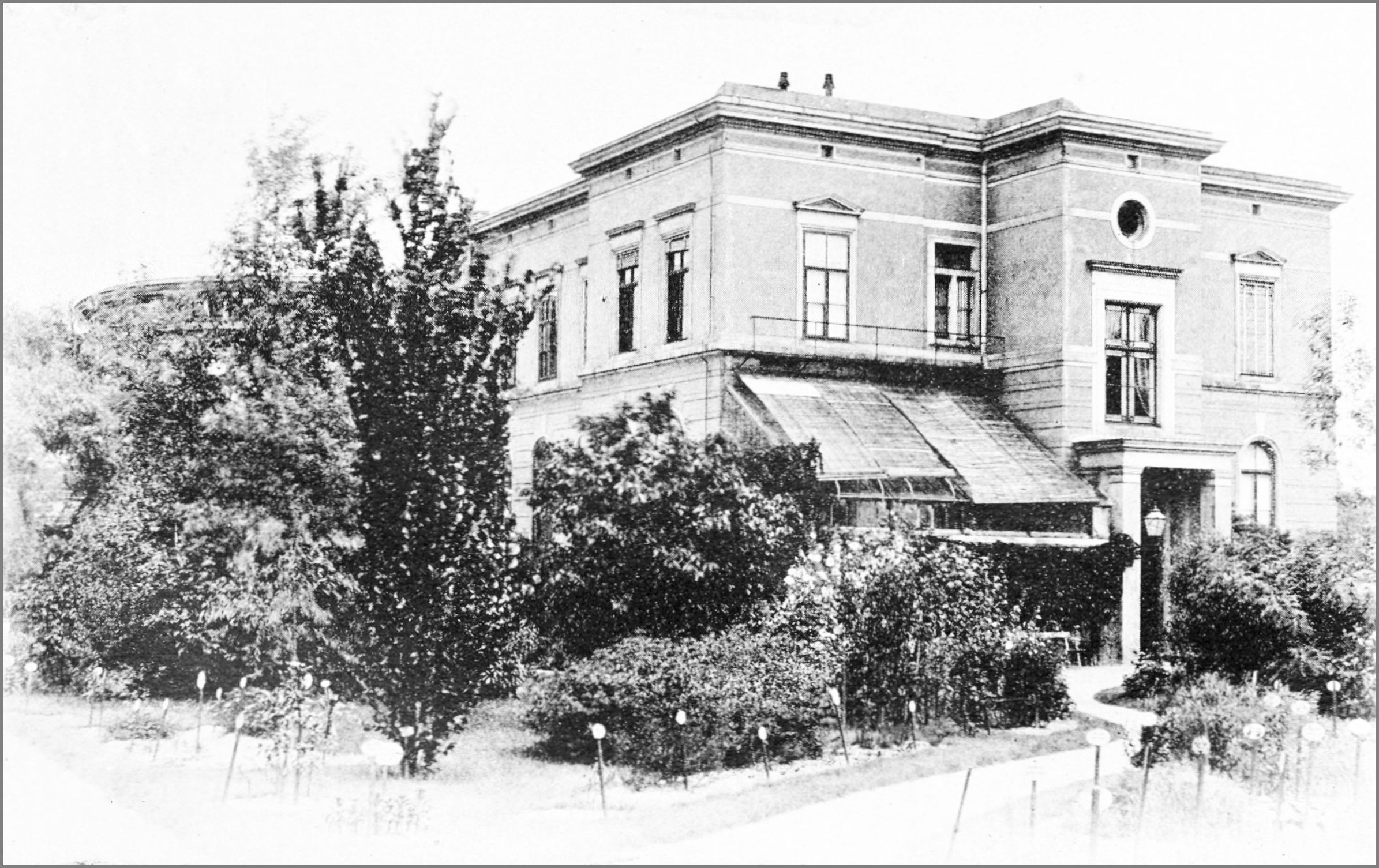
Das 1943 durch Bomben zerstörte Botanische Institut auf dem Gelände des Botanischen Gartens (1896) Architekt: Gustav Müller

Nachdem die Entscheidung gefallen war, auf dem Gelände des Botanischen Gartens das Reichsgerichtsgebäude zu errichten, kam es in den Jahren 1876/77 zur dritten Verlegung der Anlage. Als neuer Standort wurde das sogenannte Postfeld an der heutigen Linnéstraße südöstlich der Leipziger Altstadt gewählt. Das zunächst nur 2,8 Hektar große Gelände wurde 1895 auf 3,1 Hektar erweitert. Die Gewächshausfläche hatte sich gegenüber dem früheren Standort auf 1.232 m² mehr als verdoppelt. Die systematische Grundgliederung des Freilandgartens blieb auch am neuen Standort bestehen. Neben den Abteilungen der Arznei- und Nutzpflanzen gab es Gruppen von Kalk-, Salz- und Gebirgspflanzen. In einem kleinen Becken war eine Auswahl von Wasser- und Sumpfpflanzen untergebracht. Insgesamt blieb die Artenzahl zunächst aber deutlich hinter der des Vorgängergartens zurück.

### Zerstörung, Wiederaufbau und Sanierung

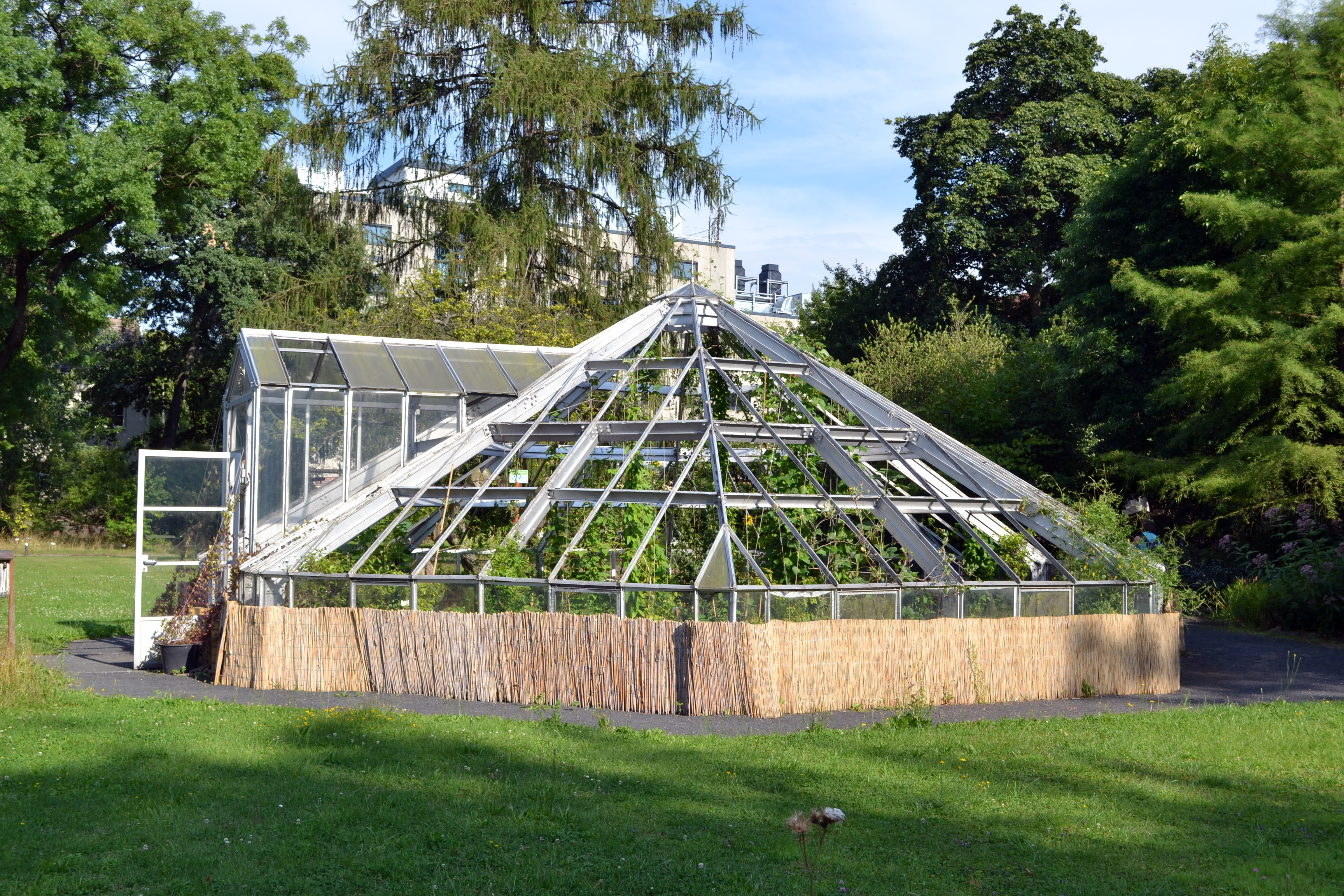
Historisches Victoria-Gewächshaus im heutigen Botanischen Garten (2012)

Beim Luftangriff am 4. Dezember 1943 wurde das im nördlichen Teil des Gartens gelegene Gebäude des Botanischen Instituts der Universität völlig zerstört. Ein weiterer Luftangriff am 27. Februar 1945 mit Sprengbomben verwüstete den Gewächshauskomplex und hinterließ auf dem Gelände 15 Bombentrichter. Nahezu alle Gewächshauspflanzen fielen anschließend der Kälte zum Opfer. Lediglich 26 Kalthauspflanzen wurden gerettet, darunter die noch heute kultivierten Exemplare des Erdbeerbaums, des Zylinderputzerstrauchs und des Granatapfels.
Nach Ende des Zweiten Weltkriegs wurde die Ruine des Botanischen Instituts abgetragen und dessen Kellergewölbe mit Trümmerschutt verfüllt. An seinem Standort wurde ein asiatisches Steppenbiotop angelegt. Bis 1954 konnten sämtliche Schauhäuser wiederhergestellt werden. Das Pflanzenmaterial stammte zu einem Großteil aus anderen, nicht zerstörten Botanischen Gärten der DDR. 1955 wurden auf dem Gelände des Botanischen Gartens bereits wieder 2.400 Sippen kultiviert.
In der Spätphase der DDR wurden dringend erforderliche Reparatur- und Erneuerungsarbeiten unterlassen. Dies hatte in den 1980er Jahren die Schließung einiger Gewächshäuser zur Folge. Von 1992 bis 2004 wurde der Botanische Garten umfassend saniert. Zunächst beschränkten sich die Sanierungsarbeiten auf die Umfassungsmauern, ein Versuchsgewächshaus und die Frühbeetkastenanlage. Am 24. Mai 1995 wurde das Herbarium als größte pflanzenkundliche Sammlung Sachsens wiedereröffnet und am 25. Juli 1996 das neu entstandene Schmetterlingshaus eröffnet. 1998 wurden alle Gewächshausanlagen in ein Interimsquartier verbracht und die Gewächshäuser abgerissen. In den Jahren 1999/2000 entstanden fünf neue Gewächshäuser. Ab Juni 2017 entstand im Norden des Botanischen Gartens ein neues Forschungsgewächshaus für das Deutsche Zentrum für integrative Biodiversitätsforschung (iDiv), das im Juni 2019 eingeweiht wurde.

## Bedeutende Direktoren
In seiner fast 500-jährigen Geschichte haben mehrere namhafte Botaniker den Garten geleitet:
- 1664–1681: Paul Ammann (1634–1691)
- 1691–1701: Augustus Quirinus Rivinus (1652–1723)
- 1789–1799: Johannes Hedwig (1730–1799)
- 1807–1837: Christian Friedrich Schwägrichen (1775–1853)
- 1837–1851: Gustav Kunze (1793–1851)
- 1868–1887: August Schenk (1815–1891)
- 1887–1920: Wilhelm Pfeffer (1845–1920)